# Aigínio
Aigínio är en kommunhuvudort i Grekland.   Den ligger i prefekturen Nomós Pierías och regionen Mellersta Makedonien, i den norra delen av landet, 300 km norr om huvudstaden Aten. Aigínio ligger 35 meter över havet och antalet invånare är 4 275.
Terrängen runt Aigínio är platt åt nordost, men åt sydväst är den kuperad. Runt Aigínio är det ganska tätbefolkat, med 86 invånare per kvadratkilometer. Närmaste större samhälle är Alexándreia, 16,1 km nordväst om Aigínio. Trakten runt Aigínio består till största delen av jordbruksmark.